# Stará Ves nad Ondřejnicí
Stará Ves nad Ondřejnicí är en ort i Tjeckien. Den ligger i den östra delen av landet, 270 km öster om huvudstaden Prag. Stará Ves nad Ondřejnicí ligger 232 meter över havet och antalet invånare är 2 450.
Terrängen runt Stará Ves nad Ondřejnicí är platt.Runt Stará Ves nad Ondřejnicí är det tätbefolkat, med 659 invånare per kvadratkilometer. Närmaste större samhälle är Ostrava, 13,6 km nordost om Stará Ves nad Ondřejnicí. Trakten runt Stará Ves nad Ondřejnicí består till största delen av jordbruksmark.